# Rush to the Dead Summer
Rush to the Dead Summer (chinês simplificado: 夏至未至, pinyin: Xiàzhì wèi zhì) é uma série de televisão chinesa exibida pela Hunan TV entre 11 de junho e 8 de julho de 2017, estrelada por Chen Xuedong, Zheng Shuang e Bai Jingting.

## Enredo
Esta é uma história jovem que abrange o período de dez anos e se concentra na amizade, alienação e uma traição final que quebra o grupo de amigos próximos, cada um seguindo seu próprio caminho e entrando na sociedade.
Apesar de crescer pobre, Li Xia trabalha duro e ganha uma bolsa de estudos na escola secundária Qian Chuan, onde ela conhece Fu Xiaosi e Lu Zhiang, dois meninos que são os mais populares em seu lote. O amor cresce em mais de uma maneira, e o grupo de jovens rapidamente se tornou um bom amigo. Após a formatura, todos seguem caminhos separados. Fu Xiaosi se torna um artista conhecido, e Li Xia se torna assistente de Xiaosi e outra metade. Cheng Qiqi venceu uma competição de canto e se tornou um famoso ídolo, e Yu Jian vai para o exterior para realizar seus sonhos de se tornar uma cantora. Todo mundo ainda está lutando por seus sonhos.
No entanto, com o ataque das adversidades: a morte da mãe de Lu Zhiang e sua prisão, a traição de Cheng Qiqi e a eventual saída de Li Xia, e a perda de Yu Jian; o verão quente e brilhante começa a desaparecer. Todo mundo está mudando e eles se tornam duvidosos sobre a origem de sua amizade. Um período de dez anos os faz perceber que, além de memórias, nada pode ser eterno, mas eles aprenderam a amar e crescer.

## Elenco

### Elenco principal
| Ator/Atriz   | Personagem | Apresentação |
| ------------ | ---------- | --- |
| Chen Xuedong | Fu Xiaosi  | Um artista talentoso que é percebido como uma lenda aos olhos dos outros. Ele é sensível, quieto e não é bom em se expressar. Embora ele ame Li Xia, ele a machucou profundamente em várias ocasiões; forçando seu relacionamento a chegar ao fim. Ele decide permanecer em Qian Chuan e espera que Li Xia volte para o seu lado. |
| Zheng Shuang | Li Xia     | Gentil, pura e sincera, ela é uma garota trabalhadora que também adora desenhar. Ela se apaixona por Fu Xiaosi e se torna sua assistente após a formatura. No entanto, seu relacionamento foi destruído pela traição de Cheng Qiqi, e Li Xia decide abandoná-lo.                                                                  |
| Bai Jingting | Lu Zhiang  | Um cara alegre que está sempre sorrindo e cheio de vida; e um amigo leal e protetor para Fu Xiaosi e Li Xia. Mais tarde, por causa da morte de sua mãe, ele fica quieto e introvertido. Ele foi preso depois de atacar um homem que insultou Fu Xiaosi. Após sua libertação antecipada, ele propõe Yan Mo e se casa com ela.      |

### Elenco de apoio

#### Secundária Qian Chuan
| Ator/Atriz   | Personagem                | Apresentação |
| ------------ | ------------------------- | --- |
| Xia Zitong   | Yu Jian                   | Um órfão cuja natureza independente faz com que ela seja vista como uma estudante problemática. Ela possui uma voz bonita e está determinada a realizar seus sonhos de se tornar uma cantora, apesar de todas as probabilidades. Ela também é uma amiga leal a Li Xia, que ela considera sua melhor amiga.                                                             |
| Chai Biyun   | Cheng Qiqi                | A garota "perfeita" que aparentemente vive uma vida invejada pelos outros, mas na verdade é realmente solitária e insegura no fundo. Ela é a melhor amiga de Li Xia desde que eram jovens, e faz amizade com Fu Xiaosi e Lu Zhiang devido a Li Xia. No entanto, seu egoísmo e amor possessivo por Fu Xiaosi eventualmente fez com que ela se afastasse de seus amigos. |
| Wang Yuwen   | Li Yanran                 | Uma orgulhosa e arrogante "princesa" que cresceu junto com Fu Xiaosi e é pega por um amor unilateral por ele. Ela tenta arruinar o relacionamento de Li Xia e Fu Xiaosi na esperança de que Fu Xiaosi pare de gostar de Li Xia em várias ocasiões. |
| Zhao Yami    | Song Yingying             | Colega de quarto e colega de classe de Li Xia. Uma menina alegre e barulhenta que gosta de comer e olhar para os caras bonitos. |
| Jin Liting   | Ren Xiaofei               | Colega de quarto e colega de classe de Li Xia. Uma garota quieta e tímida que aspira a se tornar uma artista de mangá. |
| Jessie Li    | Chen Wenjing              | Colega de quarto e colega de classe de Li Xia. Uma garota que gosta de fofocar e se proclama chefe do fã-clube de Lu Zhiang. Ela foi transferida para outra escola depois do primeiro semestre. |
| He Jiaxuan   | Luo Xun                   | Estudante de 1-03, que é visto como um encrenqueiro infantil. Ele tem uma queda por Cheng Qiqi desde que eram jovens. |
| Hu Yitian    | Ou Jun                    | Estudante de 1-03. Companheiro de mesa de Luo Xun. |
| Wang Xinting | Yao Nana                  | Estudante de 1-03. |
| Zhao Zimeng  | Liu Yang                  | Estudante de 1-03. |
| Ni Jingyang  | Wen Ren                   | Forma professor de 1-03. Um professor rigoroso mas amoroso para seus alunos. |
| Wang Jinkun  | Wu Kai                    | Professor de Educação Física. Ele ama Wen Ren e se torna seu namorado. |
| Li Dong      | Chefe de departamento Mao | |
| Zhou Yunshen | Teacher Luo               | Professor de quimica. |

#### Outros
| Ator/Atriz      | Personagem           | Apresentação |
| --------------- | -------------------- | --- |
| Pang Hanchen    | Duan Qiao            | Um estudante de arquitetura que é um homem bondoso e prestativo, e entende bem as meninas. Ele se junta a Yu Jian, mas um acidente de carro fatal separa os dois. |
| Juck Zhang      | Qing Tian            | Um cantor em um bar. O primeiro amor de Yu Jian e ex-namorado que se separou dela devido ao realismo da vida.                                                     |
| Zheng He Hui Zi | Yan Mo               | Uma deusa aos olhos de muitos. Ela é uma artista talentosa que retorna do Japão para o exterior. Ela ama Lu Zhiang e se casa com ele mais tarde.                  |
| Li Xian         | Qing Yun             | Noivo de Li Xia |
| Zhang Liao      | Jie Xun              | Um homem determinado e trabalhador que finalmente cumpre seu sonho de se tornar uma estrela do rock.                                                              |
| Liu Tao         |                      | Pai de Fu Xiaosi. |
| Zhao Qian       |                      | Mãe de Fu Xiaosi. |
| Zhang Li        |                      | Mãe de Li Xia. Uma senhora forte e resiliente que trabalha em vários empregos para proporcionar o melhor para seu filho.                                          |
| Song Tao        |                      | Pai de Lu Zhiang e também o pai biológico de Yu Jian. |
| Li Lin          |                      | Mãe de Lu Zhiang. Uma senhora atenciosa e compreensiva que respeita as opiniões e sonhos de seu filho.                                                            |
| Fu Heng         |                      | Pai de Cheng Qiqi. Um homem de negócios capaz que é duro com seus filhos e desencoraja os sonhos de Qiqi de se tornar um cantor.                                  |
| Lin Jing        |                      | Mãe de Cheng Qiqi. Uma moça mansa que sempre escolhe desistir. |
| Guo Qiucheng    |                      | Pai de Li Yanran. |
| Rong Rong       |                      | Mãe de Li Yanran. |
| Jiang Bing      | Aron                 | Pai de Yan Mo. O chefe de uma grande empresa em Xangai, que dirige a carreira artística de Fu Xiaosi.                                                             |
| Shang Kan       | Carol                | Gerente de Cheng Qiqi. |
| Yang Shuwen     | Ding Yiyang          | The culprit who maligned Lu Zhiang. |
| Yan Qingyu      | Diretor executivo He | |

## Produção
As vozes originais dos atores são usadas neste drama, sem dublagem. As filmagens começaram em 5 de agosto de 2016 na Guankou Middle School e terminaram em 24 de novembro. Guo Jingming atua como o diretor artístico desta série.

## Trilha sonora
| Rush to the Dead Summer - Original Television Soundtrack (夏至未至电视剧原声音乐大碟) |                                                       |         |  |
| N.º                                                                                   | Título                                                | Duração |  |
| 1.                                                                                    | "My First Memory (最初的记忆)"                        |         |  |
| 2.                                                                                    | "That Boy (那個男孩)"                                 |         |  |
| 3.                                                                                    | "Rush to the Dead Summer (夏至未至)"                  |         |  |
| 4.                                                                                    | "Chaser of the Light (追光者)"                        |         |  |
| 5.                                                                                    | "Starlight before Yesterday's Night (昨夜以前的星光)" |         |  |
| 6.                                                                                    | "Haven't End (未至)"                                  |         |  |
| 7.                                                                                    | "I Miss (我想念)"                                     |         |  |
| 8.                                                                                    | "A Person's Scenery (一个人的风景)"                   |         |  |

## Classificações
| Episódio | Data de transmissão original | Média de participação do público (CSM52) | Média de participação do público (CSM52) | Média de participação do público (Média nacional) | Média de participação do público (Média nacional) | Classificação no seu horário (Nacional) |
| Episódio | Data de transmissão original | Classificação                            | Compartilhamento de público-alvo         | Classificação                                     | Compartilhamento de público-alvo                  | Classificação no seu horário (Nacional) |
| -------- | ---------------------------- | ---------------------------------------- | ---------------------------------------- | ------------------------------------------------- | ------------------------------------------------- | --------------------------------------- |
| 1-2      | 11 de junho de 2017          | 1.144                                    | 3.951                                    | 1.44                                              | 5.43                                              | 1                                       |
| 3-4      | 12 de junho de 2017          | 1.050                                    | 3.606                                    | 1.59                                              | 5.95                                              | 1                                       |
| 5-6      | 13 de junho de 2017          | 1.110                                    | 3.785                                    | 1.64                                              | 6.04                                              | 1                                       |
| 7-8      | 14 de junho de 2017          | 1.122                                    | 3.93                                     | 1.64                                              | 6.04                                              | 1                                       |
| 9-10     | 15 de junho de 2017          | 1.224                                    | 4.248                                    | 1.79                                              | 6.66                                              | 1                                       |
| 11       | 16 de junho de 2017          | 0.842                                    | 3.161                                    | 1.17                                              | 4.89                                              | 2                                       |
| 12       | 17 de junho de 2017          | 0.754                                    | 2.813                                    | 1.18                                              | 5.13                                              | 2                                       |
| 13-14    | 18 de junho de 2017          | 1.089                                    | 3.772                                    | 1.5                                               | 5.59                                              | 2                                       |
| 15-16    | 19 de junho de 2017          | 1.105                                    | 3.864                                    | 1.49                                              | 5.46                                              | 2                                       |
| 17-18    | 20 de junho de 2017          | 1.027                                    | 3.603                                    | 1.67                                              | 6.29                                              | 2                                       |
| 19-20    | 21 de junho de 2017          | 0.961                                    | 3.31                                     | 1.69                                              | 6.26                                              | 2                                       |
| 21-22    | 22 de junho de 2017          | 1.07                                     | 3.702                                    | 1.77                                              | 6.58                                              | 2                                       |
| 23       | 23 de junho de 2017          | 0.855                                    | 3.058                                    | 1.31                                              | 5.37                                              | 3                                       |
| 24       | 24 de junho de 2017          | 0.843                                    | 3.031                                    | 1.19                                              | 4.83                                              | 2                                       |
| 25-26    | 25 de junho de 2017          | 1.104                                    | 3.735                                    | 1.7                                               | 6.38                                              | 1                                       |
| 27-28    | 26 de junho de 2017          | 1.133                                    | 3.994                                    | 1.66                                              | 6.38                                              | 3                                       |
| 29-30    | 27 de junho de 2017          | 1.124                                    | 4.011                                    | 1.8                                               | 6.9                                               | 3                                       |
| 31-32    | 28 de junho de 2017          | 1.082                                    | 3.861                                    | 1.8                                               | 6.87                                              | 2                                       |
| 33-34    | 29 de junho de 2017          | 1.215                                    | 4.246                                    | 2.1                                               | 7.78                                              | 2                                       |
| 35       | 30 de junho de 2017          | 0.648                                    | 2.303                                    | 1.56                                              | ?                                                 | 2                                       |
| 36       | 1 de julho de 2017           | 0.661                                    | 2.384                                    | 1.15                                              | 4.69                                              | 2                                       |
| 37-38    | 2 de julho de 2017           | 0.936                                    | 3.175                                    | 1.69                                              | 6.25                                              | 1                                       |
| 39-40    | 3 de julho de 2017           | 0.935                                    | 3.264                                    | 1.54                                              | 5.8                                               | 3                                       |
| 41-42    | 4 de julho de 2017           | 1.032                                    | 3.603                                    | 1.77                                              | 6.55                                              | 3                                       |
| 43-44    | 5 de julho de 2017           | 1.107                                    | 3.798                                    | 1.91                                              | 6.93                                              | 2                                       |
| 45-46    | 6 de julho de 2017           | 1.229                                    | 4.116                                    | 1.93                                              | 6.9                                               | 2                                       |
| 47       | 7 de julho de 2017           | 0.916                                    | 3.386                                    | 1.46                                              | 6.1                                               | 2                                       |
| 48       | 8 de julho de 2017           | 0.893                                    | 3.209                                    | 1.61                                              | 6.66                                              | 1                                       |
| Média    | Média                        | 1.05                                     | 3.66                                     | 1.6                                               | 6.08                                              | -                                       |